# Pointe du Gros Morne
La pointe du Gros Morne est un cap de Guadeloupe.

## Géographie
Il se situe à l'ouest de la pointe Le Gouffre, à l'est de la ville de Deshaies et forme l'extrémité du Gros Morne.

## Galerie

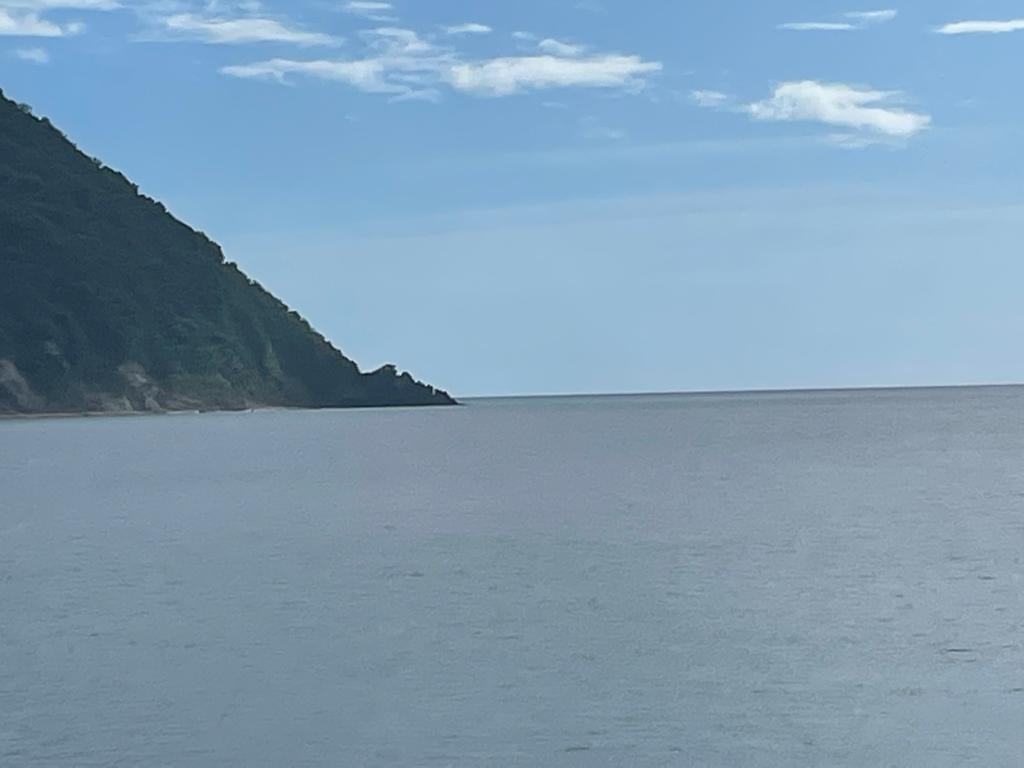
Pointe du Gros Morne et Le Gouffre